# Roberto De Robertis
Roberto De Robertis (Gravina in Puglia, 5 aprile 1910 – Bari, 24 settembre 1978) è stato un pittore italiano.

## Biografia
Nato in un'agiata famiglia di commercianti di tessuti ebbe la passione del disegno sin da piccolo. Terminati gli studi tecnici a Bari, dove si era trasferita la famiglia nel 1923, entrò a bottega presso Mario Prayer, pittore e titolare di una fra le più note imprese di decorazione della Puglia.
Nel 1925, si trasferì a Milano e si iscrisse al corso inferiore della Scuola per Artefici annessa all'Accademia delle Belle Arti di Brera, dove ottenne il diploma del corso speciale di decorazione policroma.
Gli anni milanesi furono fondamentali per la sua formazione. Qui assimilò parte del nascente clima del Novecento, il gruppo che si andava costituendo sotto l'impulso di Margherita Sarfatti.
Nel 1930 tornò a Bari. A dicembre fu ammesso alla prima Quadriennale nazionale di Roma. Un esordio che lo porterà nel 1933 alla sua prima personale a Bari presso il giardino d'inverno dell'Hotel Oriente.
Tra i suoi lavori dell'epoca risaltano i quadri di figura: ritratti, nudi, figure intere. Impostati con pochi, solidi tratti, occupano tutto lo spazio, spesso annullando lo sfondo. Una plasticità che non penalizza l'elemento psicologico dei soggetti ritratti. Anzi, i primi piani dei volti hanno una magnetica concentrazione come nel Ritratto di Nino (1930).
Anche dalle opere che ritraggono paesaggi e nature morte emergono l'essenzialità e la stringatezza. Roberto De Robertis era una presenza nuova e diversa nel panorama della pittura pugliese. I tentativi di affrancarsi dal naturalismo e dal verismo non esulavano, infatti, dalla matrice del paesaggismo meridionale.

## L'emersione del colore
In realtà si era messo in moto nella pittura di Roberto De Robertis un lento processo di revisione e di sfaldamento della iniziale fermezza plastica. Si corrodeva soprattutto la definizione delle forme, per dar luogo ad un'inquieta emersione del colore. E proprio in questo periodo si andarono infittendo i rapporti dell'ambiente barese con Roma e le importanti influenze di pittori come Armando Spadini che determinarono il nuovo orientamento di Roberto De Robertis.
Nella seconda metà degli anni trenta del XX secolo, Roberto De Robertis organizzò mostre una dopo l'altra. L'anno clou fu il 1939.
Il pittore intanto mutava la sua tecnica espressiva. È ormai avvenuto il definitivo passaggio dal novecentismo alla cultura impressionista, influenzata dal tonalismo romano. Il colore sempre più definisce la forma come nel quadro I giocattoli di Eugenio (1938), animato da citazioni metafisiche se pur discrete.
Nel 1940 Roberto De Robertis è ammesso ad esporre alla XXII Biennale di Venezia nella sezione ritratti con Donna con liuto (1940). Nello stesso anno scoppiò la guerra e Roberto decise di trasferirsi a Roma dove si iscrisse all'Accademia delle Belle Arti e si arruolò come volontario in Aeronautica. Nel reparto avevano bisogno di un disegnatore e lui si prestò volentieri. Questa esperienza produrrà varie opere di soggetto aeronautico tra cui diverse varianti del Pilota ferito.
Parallelamente Roberto De Robertis dipingeva nudi in interno, decisamente nuovi. Macerati nel colore, che evoca un'atmosfera di desolata tensione, quasi espressionisti. Nelle nature morte diviene più esplicito il richiamo a De Pisis.
Nel 1943, finito il servizio militare, Roberto De Robertis torna definitivamente a Bari. L'attività culturale ferve. Nel 1945 si costituiva l'Associazione fra Artisti pugliesi. Aveva sede presso la bottega dei fratelli Spizzico in piazza del Ferrarese. I fondatori furono De Robertis, Conte, Ficarra, Morino, L. Russo, F. Spizzico, R. Spizzico e Speranza.
Nello stesso anno Roberto De Robertis si presentò al pubblico barese con una personale che raccoglieva i lavori degli ultimi due anni.
Opere come Figura con ombrellino (1945), colpiscono per il raffinato gioco cromatico tra il bianco, il rosa, il grigio e il nero. Il suo uso del colore offre un'arte esuberante, spontanea, a volte addirittura facile, ma allo stesso tempo rapida ed elegante.

## Il tocco espressionista
A cavallo tra il 1949 e il 1950 emerge nella pittura di De Robertis una forte linea espressionista: le figure sono tracciate con asprezza sommaria e con dissonanze acidule di rossi e di verdi, come ad esempio nell'opera la Bagnante (1950).
Ma ancora una volta Roberto De Robertis non si esprime in maniera univoca e definitiva. La sua continua ricerca di approcci espressivi lo porterà nel 1953 ad affievolire la vena espressionista e ad assestare i suoi temi. Le nature morte diventano preponderanti. In particolare le composizioni di fiori, vasi e ombrelli colorati si combinano mutando la scena come in un caleidoscopio. Le opere esposte a Roma per la Mostra dell'Arte nella vita del Mezzogiorno d'Italia, tra cui Natura morta (1953), sono molto indicative di questa fase animata dalla pastosità di rilievi e rapidi scarti di luce.
Ma il vero interesse di De Robertis rimarranno sempre le donne. Esse suggeriscono in più occasioni un modello di donna – madre, soda e generosa, quasi ad incarnare il suo ideale di scapolo bisognoso di affetto come in Anna Maria (1953) esposta a La Bella Italiana, Verona 1953.
Le donne di Roberto De Robertis in questi anni saranno rivestite di colori caldi. La tavolozza è più temperata e ammorbidita in un'avvolgente atmosfera di sensitività. Nel 1953 Giuseppe Sciortino scrive che de Robertis:
((da G.S., “La fiera letteraria”, Roma 16/08/1953))
Nel 1951 nasce a Bari il Maggio Barese, una mostra nazionale di pittura.
Roberto De Robertis fu il vicepresidente del comitato organizzatore, Luigi Russo il presidente e Vittore Fiore il segretario. La mostra durò fino al 1966 ed espresse la volontà di dialogo della cultura artistica barese con il resto d'Italia, anche se l'interlocutore privilegiato fu l'ambiente figurativo romano. Critici, artisti e giornalisti vennero a Bari per far parte delle giurie, ricevere premi, visitare la mostra. È così che De Robertis strinse profonde e durevoli amicizie con artisti come Guttuso, Orfeo Tamburi, Levi, Brancaccio e Domenico Cantatore.

## La fase matura
Nel 1953 Roberto De Robertis inizia ad insegnare presso l'Istituto Statale d'Arte, la prima scuola artistica che si apre a Bari anche grazie al suo interessamento. È inoltre invitato regolarmente alle Quadriennali Romane, al premio Michetti, al Villa San Giovanni.
Una fase matura del De Robertis, testimoniata dalla personale che si tenne nel gennaio 1956 al Sottano. Vittore Fiore, nel presentarla, mette in risalto che:
((Vittore Fiore “Sette giorni”, 28/01/1956))
Tanto consenso di pubblico e le aspettative di equilibrio in lui riposte, un ambiente poco aperto alle invenzioni troppo audaci e sperimentali ma incline al moderatismo, frenarono il De Robertis nell'indagare e manifestare le curiosità che percorrono la sua pittura. Si affacceranno all'improvviso, come lampi, intuizioni senza seguito, come nelle opere esposte alla galleria del Vantaggio a Roma in occasione della sua personale del 1957, o Fiori e ombrelli (1958). Ma in generale prevalse l'immagine di De Robertis come di un pittore riposante.
Se qualcuno aveva temuto una deriva astrattista di De Robertis, venne rassicurato dalla nuova personale del 1962 presso la Vernice di Bari. Nella prefazione al catalogo Mario Sansone confermava, infatti, che:
(Mario Sansone)
In questa fase De Robertis consolida e assesta il suo colorismo, gioca a disegnare le forme con sonorità di accordi. È attivo nel partecipare, con i più impegnati pittori e poeti meridionali, ai dibattiti ed alle riunioni che si svolgevano negli anni ' 60 nel cenacolo artistico organizzato nello studio di Bari del pittore e poeta Michele Marzulli e dei pittori Rosa Tosches e Guido Marzulli (con quest'ultimo ebbe anche frequenti contatti successivi in area romana).
La personale del 1964 alla Vernice di Bari fu presentata nel catalogo dal romano Gianfranco Alliata con parole di profonda stima nei confronti dell'artista. Le opere esposte raccontavano il percorso di Roberto De Robertis degli ultimi due anni: le ombre sono più calde, raccolte, i colori più bassi. Una tonalità dominante che potremmo chiamare della memoria nostalgica come nel dipinto Omaggio ai ricordi (1964).
Nel 1967 espose nuovamente a Roma alla Barcaccia dei fratelli Russo in piazza di Spagna. Il suo ritorno, dopo dieci anni, fu accolto molto positivamente dalla critica e si parlò di sorpresa. Nella prefazione alla mostra Mario Sansone notava come in Roberto De Robertis:
(Mario Sansone)
Dopo anni di impegno personale per la sua realizzazione, si istituì finalmente a Bari il Liceo Artistico e De Robertis ne fu nominato direttore.
Dal punto di vista didattico De Robertis sosteneva che per imparare a dipingere bisognava applicarsi costantemente:
(Roberto De Robertis)
Nonostante gli impegni con il Liceo Roberto De Robertis riuscì a preparare una nuova personale che si tenne alla Vernice nel febbraio del 1969. Nelle nature morte ha maggiore rilievo il tema delle colombe bianche, che si affaccerà spesso nelle opere successive.
Un altro progetto che De Robertis aveva curato per anni, si realizzò nell'autunno 1970. Nacque finalmente a Bari l'Accademia delle belle arti. De Robertis, nominato dal Ministero titolare della prima cattedra di pittura e direttore passò le consegne del Liceo a Vito Stifano.
De Robertis si dedicò completamente alla nascita dell'Accademia. Mise insieme un ottimo corpo docente coinvolgendo sia validi artisti, amici dai tempi del Sottano, come lo scultore Amerigo Tot, sia meritevoli ex studenti come Mario Colonna. Si adoperò per istituire, accanto ai corsi tradizionali come pittura, scultura, scenografia, anche moderni corsi speciali. Già dal suo avvio l'Accademia si distinse per le aule spaziose, le attrezzature efficienti, gli ambienti ordinati, un'impronta dello stile di Roberto De Robertis amante della precisione e del bello, nel lavoro come nella vita. Mantenne il suo atteggiamento umile e discreto, sempre pronto alla collaborazione e capace di delegare, ma sempre deciso sulle scelte di fondo, sulla sua idea di scuola.
Questo impegno ridusse di parecchio le ore dedicate alla pittura. Ciò nonostante, nel dicembre 1971 De Robertis tenne una nuova personale alla Barcaccia di Roma e continuò a tenere rapporti artistici con il pittore barese Guido Marzulli, ivi trasferitosi. Fu in parte la consacrazione della sua ascesa ai vertici accademici, non poteva sapere che sarebbe stata la sua ultima mostra. Il poster del catalogo fa pensare a oscuri presagi. De Robertis ne affidò l'ideazione a Mimmo Castellano, un amico che aveva richiamato da Milano per affidargli il corso speciale di design all'Accademia di Bari. Castellano isolò da un quadro, La bugia (1970), il particolare di una spiaggia sovrastata da nuvole color sangue, un bucranio, e una conchiglia sulla battigia. L'effetto era affascinante ma rilevava l'aspetto drammatico dell'opera.
Il punto sul percorso artistico di Roberto De Robertis era ben sintetizzato nelle parole di Pietro Marino tratte dal catalogo della mostra:
(Pietro Marino)
Mancano pochi anni alla morte di Roberto De Robertis, anni minati da un male progressivo che lo costringerà a dolorosi interventi e ad umilianti restrizioni.
In questi anni De Robertis continuò a dipingere, seppure saltuariamente. Soggetti come fiori carnosi e candide colombe riempiranno parecchie tele, tra cui l'opera incompiuta Colombe sul cestino (1978).
Roberto De Robertis morirà a Bari il 24 settembre 1978.
| Controllo di autorità | SBN IEIV082152 |